# Alfa Romeo Romeo
El Alfa Romeo Romeo fue un modelo de furgoneta fabricado por la empresa italiana Alfa Romeo entre 1954 y 1983 en diferentes versiones. Fue publicitada como la "Autotutto" ("Autotodo"). Fue sucedida por una serie de vehículos comerciales remarcados de Fiat e Iveco.

## Romeo
El primer Alfa Romeo T10 "Autotutto" fue presentado en 1954, en el Salón del Automóvil de Turín con versiones minibús y furgoneta. Más tarde aparecerían nuevas versiones, ya que Alfa Romeo las hizo con carrocerías de muchas clases diferentes: furgoneta, capitoné, "Promiscuo" (furgoneta con ventanillas adicionales y asientos traseros), minibús, autobús escolar, ambulancia, pick-up, camión abierto y camión de cabina doble. Además de estas múltiples carrocerías, también hubo empresas externas que hicieron sus propias versiones. Este modelo usaba el motor Alfa Romeo Twin Cam de 1290 cm³ de cuatro cilindros en línea con una potencia máxima de 35 cv y una velocidad máxima de 97 km/h. Este motor sería más tarde acoplado también en el Giulietta Berlina. Hubo también un motor diésel de dos cilindros con turbo disponible, con una potencia de 30 cv.

## Romeo 2
La versión actualizada, denominada Alfa Romeo Romeo 2 fue presentada en 1954, siendo construida en Italia, pero también bajo licencia en España por FADISA desde 1959, en un principio solo ensamblando piezas llegadas de Italia añadiendo nuevos emblemas y posteriormente construyéndolos por completo. La versión española podía adquirirse equipada también con un motor diésel Perkins 4/99 de 1,6 L de cilindrada y una caja de cambios con todas las relaciones de avance sincronizadas.

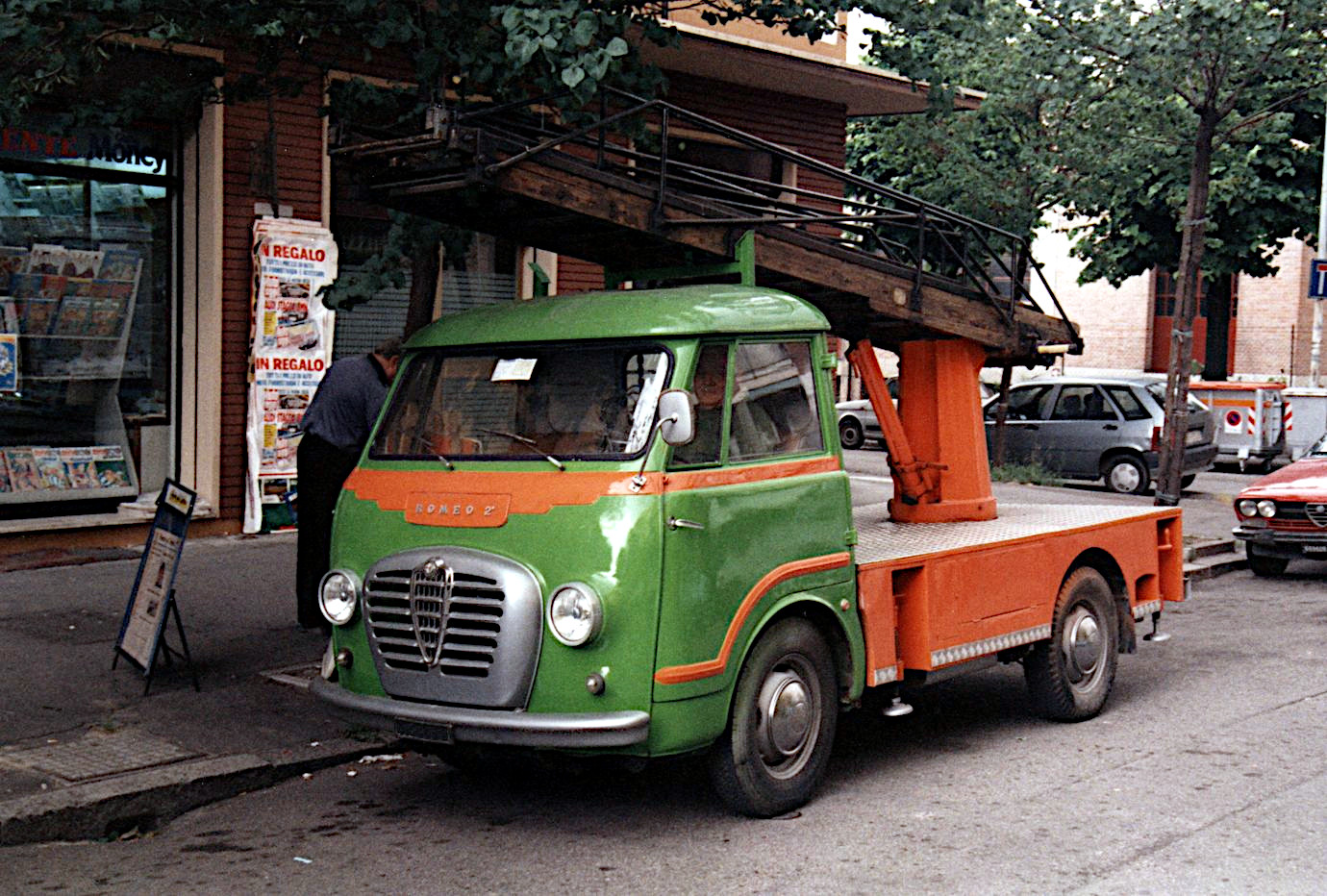
Romeo 2 camión.
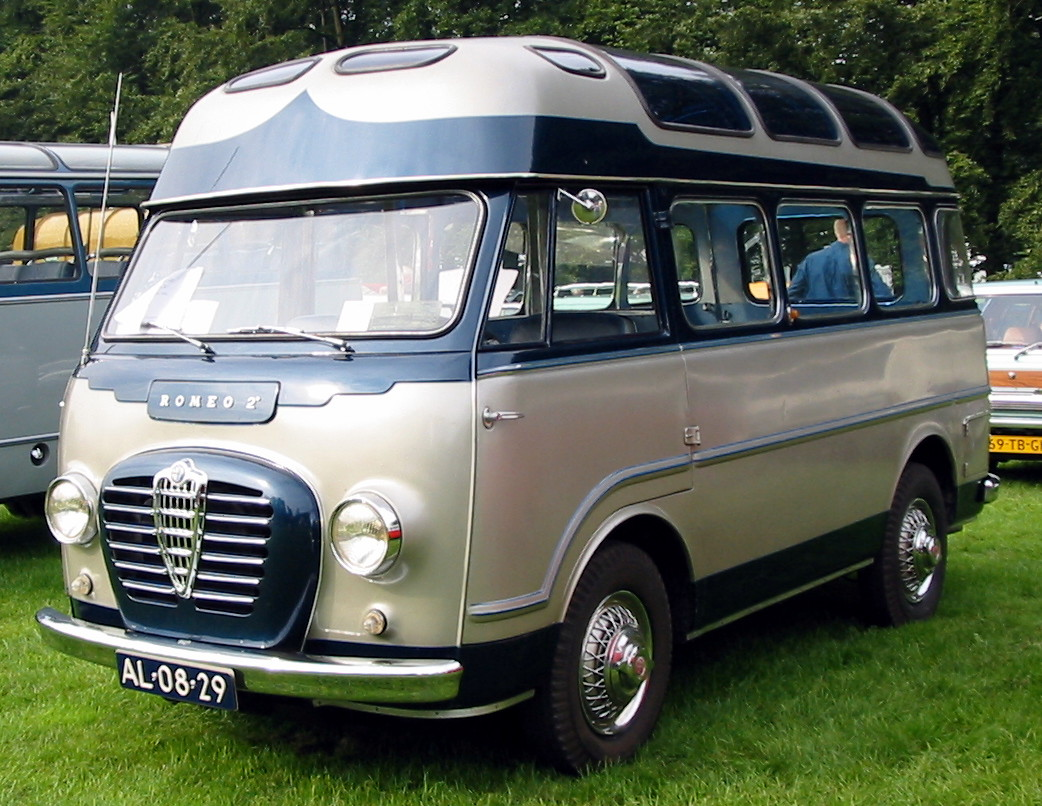
Romeo 2 minibus.

## Romeo 3
La versión final, llamada Alfa Romeo Romeo 3 fue introducida en 1966. La Romeo 3 equipaba algunas mejoras como el embrague de accionamiento hidráulico y un asiento del conductor ajustable. La Romeo 3 sólo se fabricó durante un periodo de 6 meses, hasta que fue reemplazada por los modelos A12 y F12, con el motor del Giulia de 1,3 L. Hasta entonces, se habían fabricado ya unos 23 000 Romeos.

## F12/A12 y F11/A11

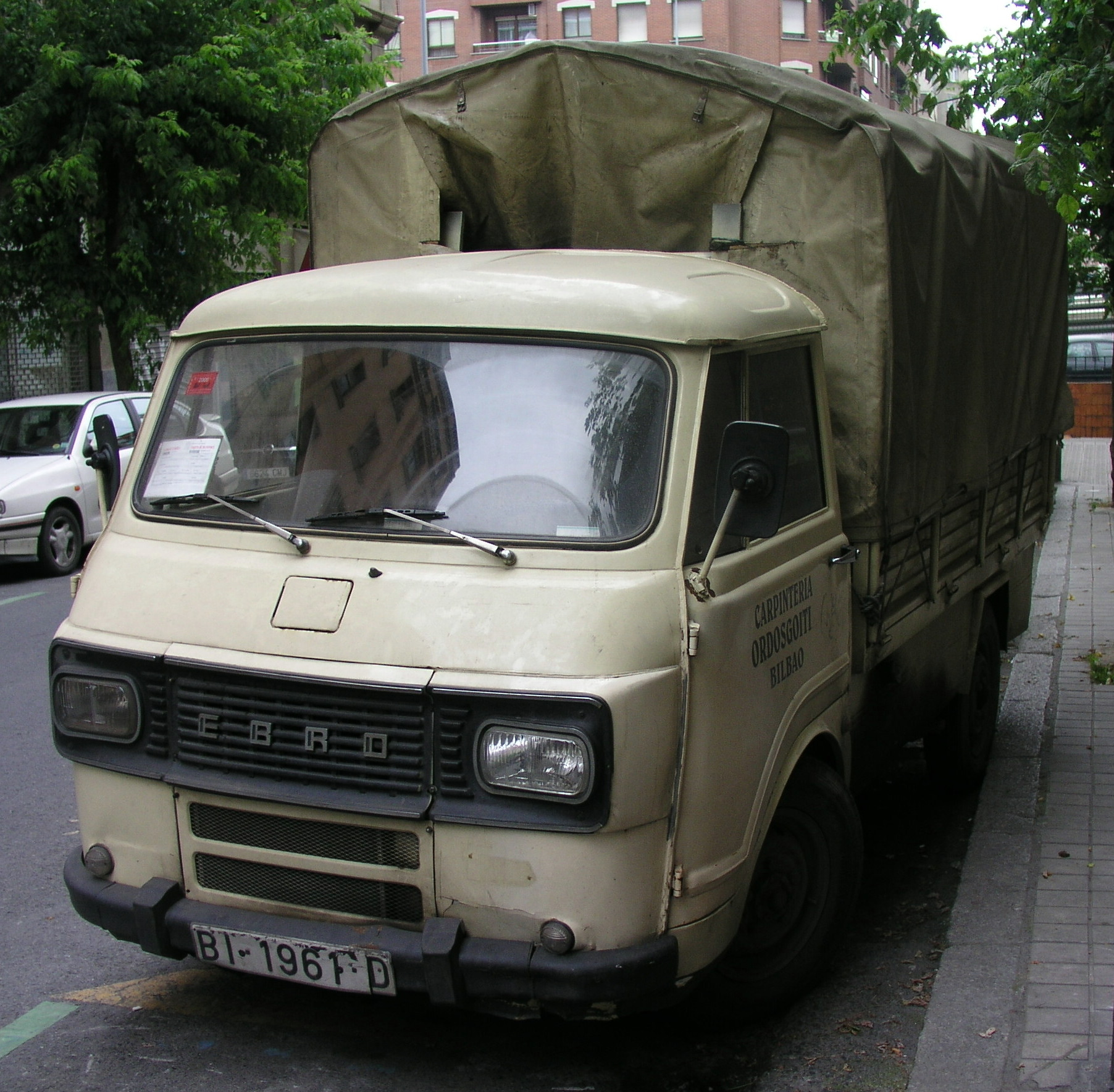
Versión Ebro.

El Autotutto fue sustituido por los F12 y A12 en 1967.
El frontal del vehículo fue actualizado con una parrilla más ancha, además de equipar ahora un motor de gasolina renovado que, manteniendo los 1290 cm³ de cilindrada, aumentó la potencia a los 52 CV. Esta furgoneta con motor delantero contaba con una transmisión de 4 velocidades y tracción delantera. En 1973 se añadió un motor diésel a la gama, de origen Perkins Engines y 1760 cm³, que ofrecía 50 CV de potencia. Este mismo motor también estuvo disponible en el contemporáneo Giulia sedán desde 1976. La furgoneta alcanzaba una velocidad máxima de 115 km/h. Contaba con frenos de disco en el eje delantero y tambores en el trasero. Con esta versión se abandonó el uso de un nombre para catalogar al modelo, sustituyéndolo por una "F" que señalaba una furgoneta, o una "A" refiriéndose a los camiones ligeros, mientras que el número señalaba la capacidad de carga en quintales.
Motor Ibérica tomó el control de FADISA en 1967, siendo la primera la fabricante de los camiones Ebro, siendo añadidos a su gama los modelos que FADISA fabricaba bajo licencia. Como resultado, el Alfa Romeo F12 fue renombrado como Ebro F100 en España, y tras el rediseño de 1971 fue nombrado como Ebro F108. Sólo podía equipar lavaparabrisas y calefactor como elementos opcionales. En 1976 finalizó la producción de los F108, siendo reemplazados por los F260, F275 y F350, que tenían algunas similitudes. Entre todas las versiones, se fabricaron unas 40 000 unidades de este modelo por parte de Ebro. En 1986 Nissan Motors tomó el control de Motor Ibérica y los vehículos Ebro serie F fueron renombrados a Nissan Trade. Fueron fabricados hasta el comienzo del tercer milenio en la fábrica de Ávila.
Entre 1967 y 1971 hubo también disponible una versión ligera, llamada A11 o F11. Esta versión tenía una capacidad de carga y una potencia menores. Toda la gama de furgonetas de Alfa Romeo fue rediseñada en 1977, cuando se les incorporó una nueva parrilla de plástico negro, y se sustituyeron los emblemas cromados por adhesivos negros. La fabricación fue detenida hacia 1983. El total de A11, A12, F11, y F12 fue de alrededor de 17 300 unidades.

## AR6 y AR8

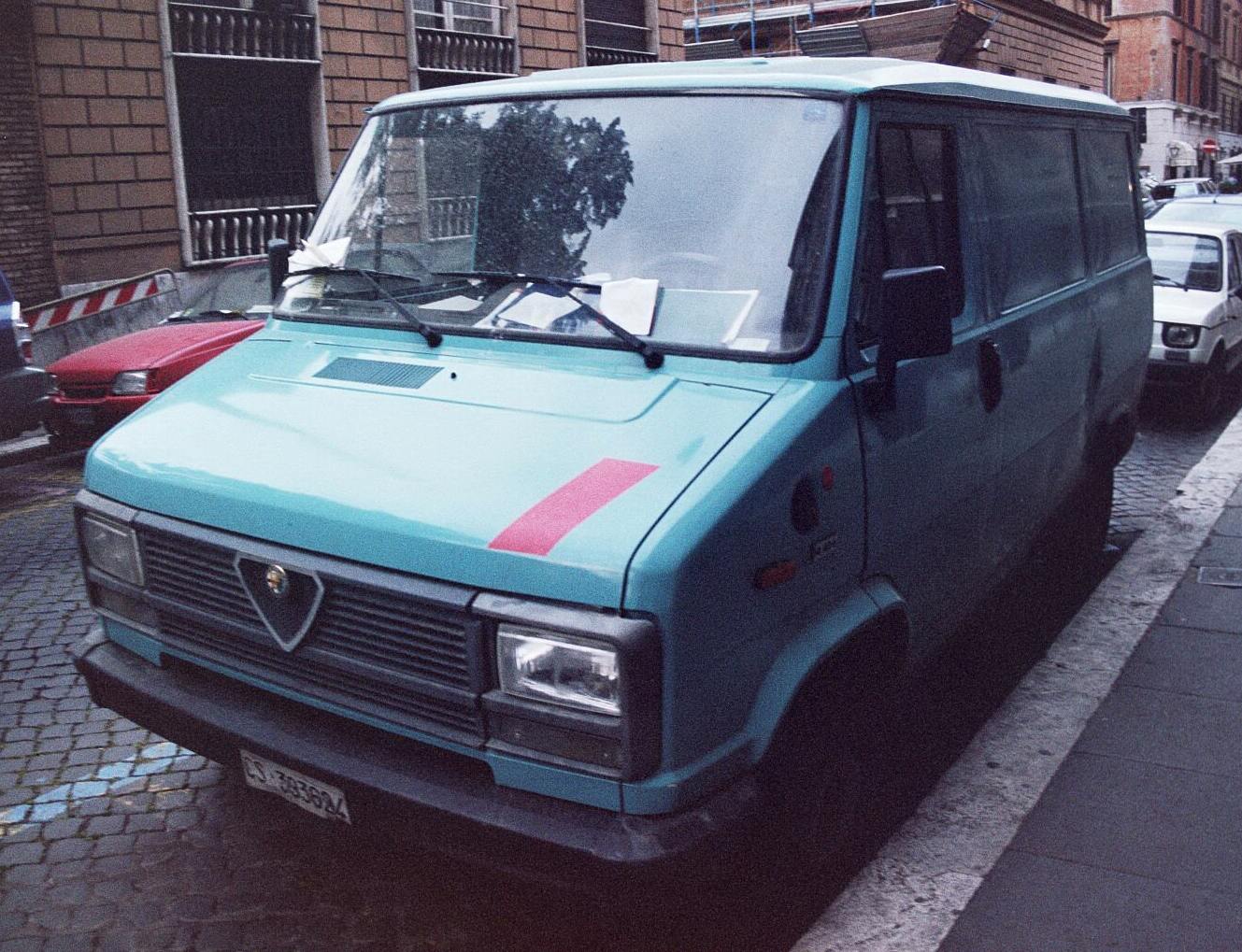
Alfa Romeo AR6.14

Algunos modelos de Fiat e Iveco fueron también vendidos como Alfa Romeo tras la adquisición por parte de Fiat en los años 1980. La furgoneta AR8 estaba basada en la Iveco Daily de primera generación, siendo la AR6 una versión renombrada de la Fiat Ducato. Ambas recibieron una parrilla con forma de V, tradicional de Alfa Romeo.